# Pfarrkirche Terfens

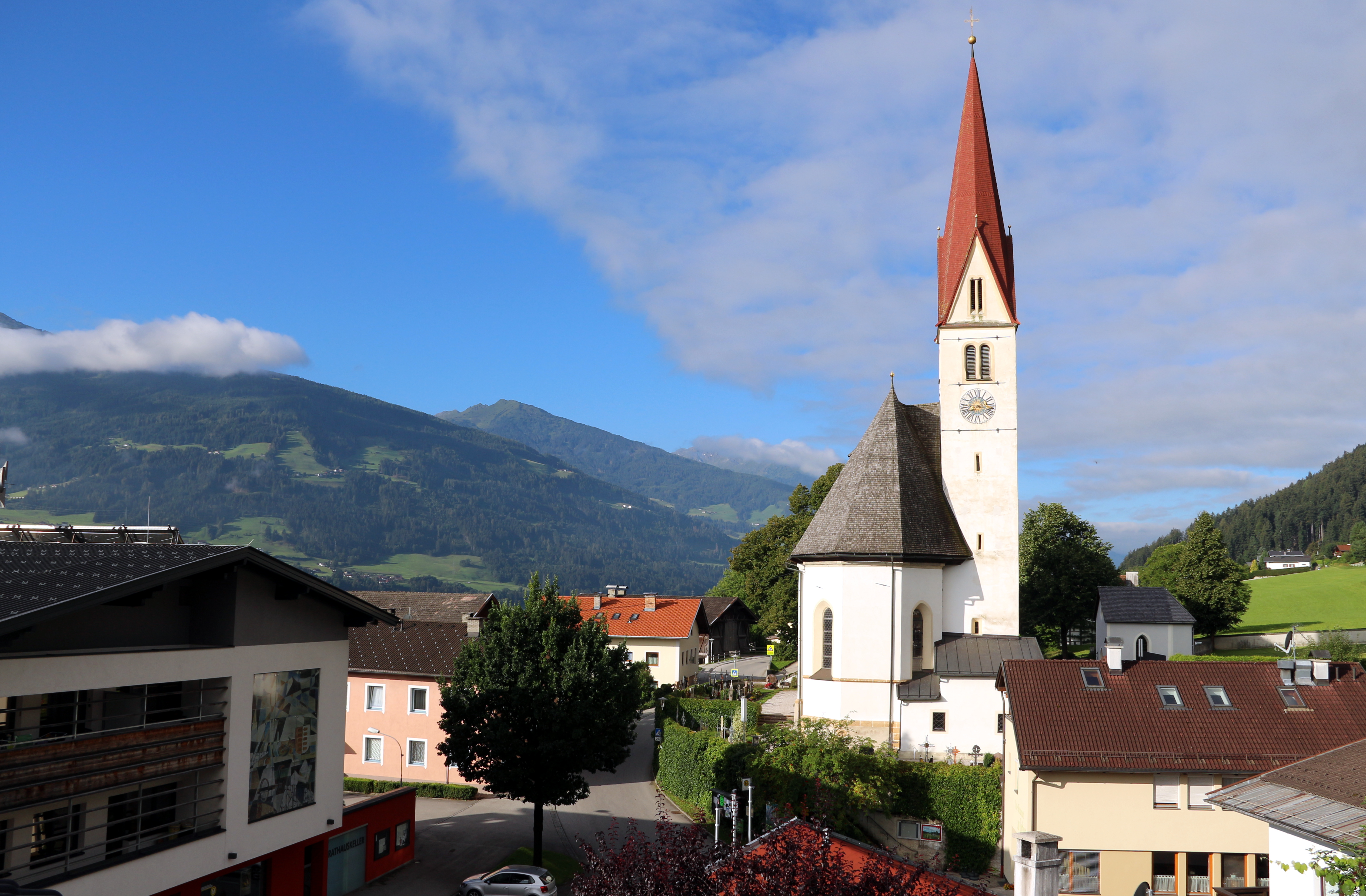
Katholische Pfarrkirche hl. Juliana in Terfens

Die römisch-katholische Pfarrkirche Terfens steht in der Gemeinde Terfens im Bezirk Schwaz im Bundesland Tirol. Die dem Patrozinium der hl. Juliana unterstellte Pfarrkirche gehört zum Dekanat Schwaz in der Diözese Innsbruck. Die Kirche steht unter Denkmalschutz (Listeneintrag).

## Geschichte
1337 wurde eine Kirche genannt. Dem Stift Fiecht inkorporiert wurde die Pfarre 1891 gegründet.

## Architektur
Das Kirchenäußere zeigt einen Sockel und ein Fenstergesims. Das Spitzbogenportal ist gekehlt. Die Langhausmauern und der Nordturm mit gekoppelten Schallfenster und Spitzhelm entstanden um 1400, der eingezogene einjochige Chor mit einem Fünfachtelschluss und die Einwölbung des dreijochigen Langhauses um 1510/1515. Es gibt ein Fresko hl. Christophorus um 1470. Der gotische Kirchenbau ist von einem Friedhof umgeben.

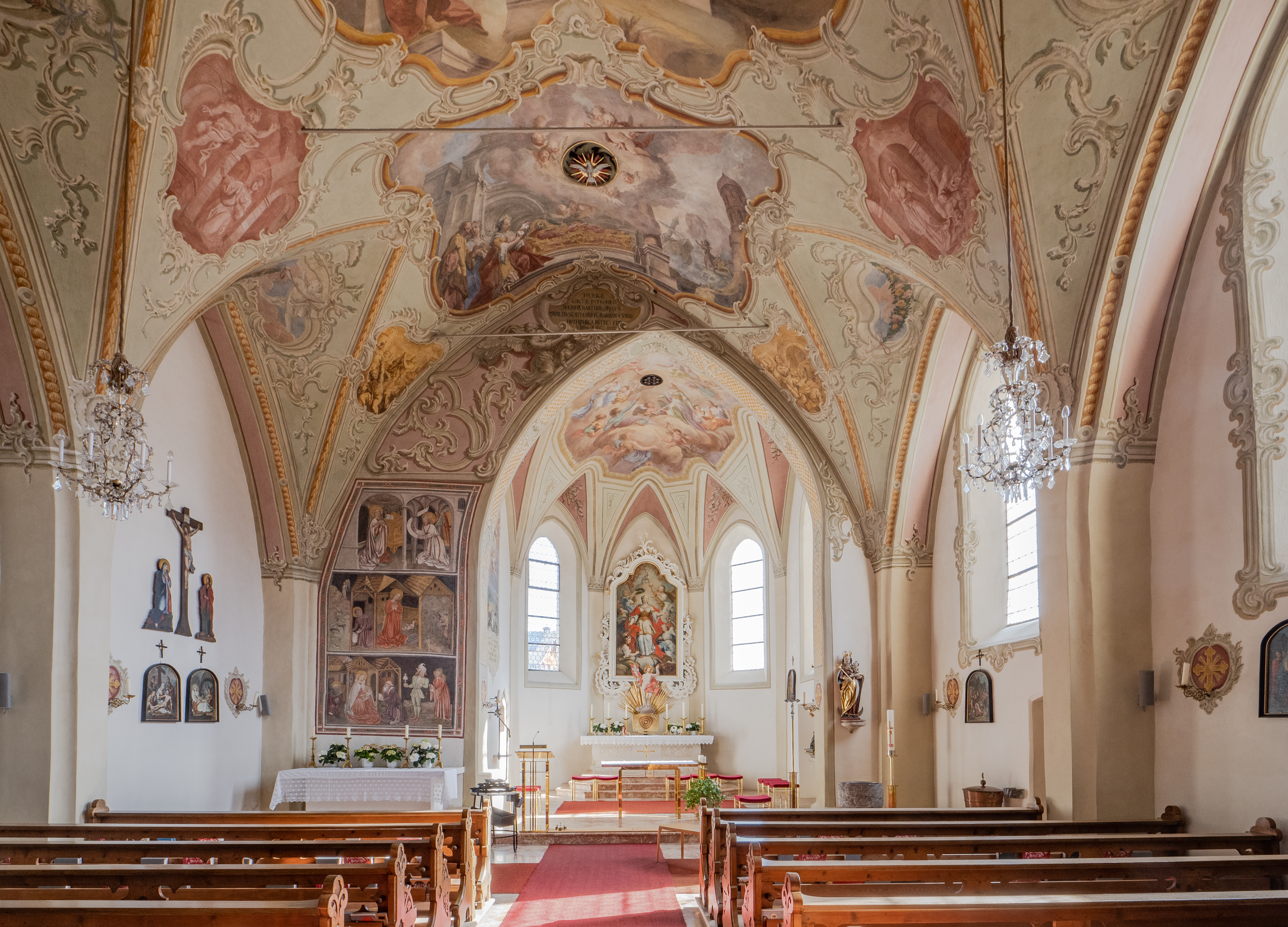
Blick in Richtung Altarraum

Das Kircheninnere zeigt einen nach Norden versetzten Chor mit gotischen Wandpfeilern. Die Sakramentsnische entstand um 1515. Der Chorbogen ist spitzbogig und abgefast. An der Langhausnordwand gibt es Fresken um 1470 vom Meister von Absam, mit Verkündigung, Geburt Christi und Anbetung der Könige.
1767 wurde das Kircheninnere barockisiert, die Stichkappentonne wurde mit Stukkaturen und Fresken von Christoph Anton Mayr 1767 gestaltet, im Chor mit Glorie der hl. Juliana, an der Chorwand eine auf Maria Larch bezogene Darstellung zum Schutz der Haustiere, im Langhaus hl. Juliana betet vor den Reliquien eines Märtyrers, Martertod der Heiligen, die Heilige als Fürbitterin und acht Grisaillemedaillons zum Leben der Heiligen.

## Einrichtung
Ein neuer Hochaltar zeigt das 1768 entstandene Bild Glorie der hl. Juliana von Christoph Anton Mayr.
Der gotische Taufstein entstand um 1500. Im Langhaus gibt es die Figuren Maria mit Kind um 1500 und Hl. Florian aus dem 18. Jahrhundert. Der Beichtstuhl im Chor trägt die Figur Christus am Ölberg aus der zweiten Hälfte des 18. Jahrhunderts. Der Kreuzweg wurde Christoph Anton Mayr um 1768 zugeschrieben. Das Heilige Grab aus der Mitte des 19. Jahrhunderts wurde dem Schnitzer und Maler Josef Kramer zugeschrieben.
Orgel
Die seinerzeitige Orgel von Joseph Aigner aus dem Jahr 1861 in einem neugotischen Gehäuse mit neuerem Pseudorokoko-Dekor wurde 2007 durch eine neue Orgel von Christian Erler aus Schwaz ersetzt. Sie hat einen Umfang von 14 Registern auf zwei Manualen und Pedal und ist in ein neues Orgelgehäuse aus Eiche eingebaut.
| I. Hauptwerk C – g3 |       |
| Principal           | 8′    |
| Rohrflöte           | 8′    |
| Octav               | 4′    |
| Quinte              | 2 ⁄3′ |
| Flöte               | 2′    |
| Mixtur 4fach        | 1 ⁄3′ |

| II. Oberwerk C -g3 |        |
| Gedeckt            | 8′     |
| Principal          | 4′     |
| Superoctav         | 2′     |
| Terz               | 1 3⁄5′ |
| Quinte             | 1 ⁄3′  |

| Pedal C – f1 |     |
| Subbaß       | 16′ |
| Octavbaß     | 8′  |
| Posaune      | 8′  |

Koppeln: II-I, I-P, II-P
Geläut

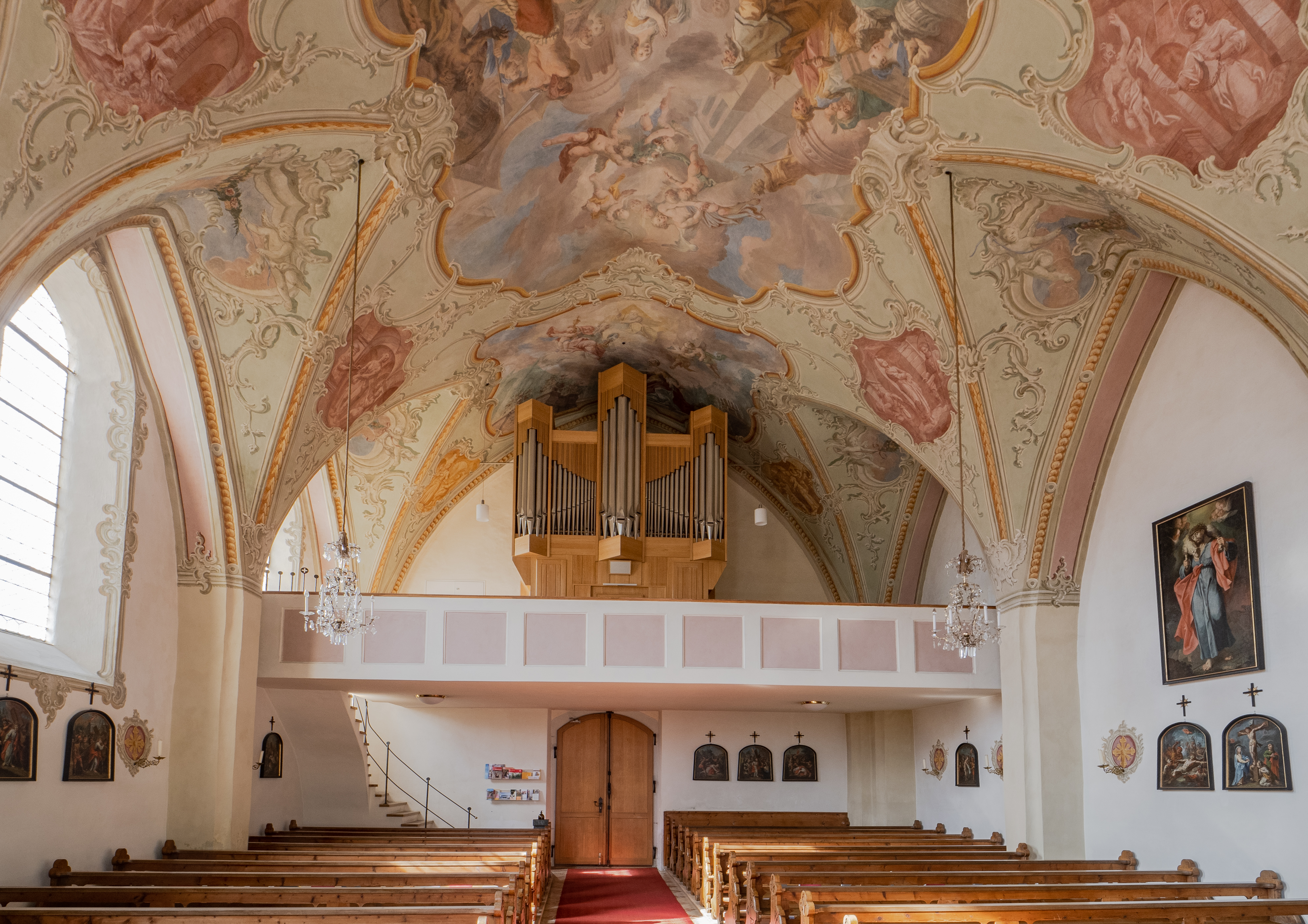
Die Empore mit der Orgel

Im Kirchturm hängt ein vierstimmiges Glockengeläut in den Tönen f′ – a′ – c″ – d″, das 1949 von der Glockengießerei Grassmayr (Innsbruck) gegossen wurde.

## Nachweise
1. ↑  Website Orgelbau Erler
2. ↑  Terfens Vollgeläute auf youtube.com

Koordinaten: 47° 19′ 20,1″ N, 11° 38′ 32,4″ O